# Chris Wherry
Chris Werry (Boulder, 18 juli 1973) is een Amerikaans voormalig wielrenner die in 1997 zijn debuut maakte bij Saturn uit zijn vaderland. In 2005 werd hij derde in de UCI American Tour.

## Overwinningen
1996
- Amerikaans kampioen op de weg, Amateurs

2000
- 1e etappe en eindklassement Killington Stage Race

2001
- Philadelphia
- 1e etappe Cascade Classic
- 1e, 2e etappe en eindklassement GP Rio Grande

2002
- Eindklassement Tour of the Gila
- Eindklassement Valley of the Sun stage race
- 2e etappe Vuelta de Bisbee
- Eindklassement Cascade Cycling Classic

2003
- Durango
- 1e etappe Cache Classic Logan

2004
- 2e etappe Boulder Stage Race,
- Boulder
- Bannock
- Longmont

2005
- Amerikaans kampioen op de weg
- Proloog en eindklassement Redlands Bicycle Classic
- USPro Championship
- 3e etappe Tour de Toona

2006
- Melon
- 3e etappe Tour de Nez
- 1e etappe en eindklassement Cascade Cycling Classic
- 2e en 3e etappe Tour of Utah